# 15. Panzergrenadier-Division
La 15. Panzergrenadier-Division ou « 15e Panzergrenadier-Division » (en français : la « 15e division de grenadiers des blindés ») était une division d'infanterie mécanisée de l'Armée de terre allemande (la Heer) pendant la Seconde Guerre mondiale.

## Création et différentes dénominations
La 15. Panzergrenadier-Division est formée en juin 1943 en Sicile à partir des restes de la 15. Panzer-Division détruite à la bataille d'Enfidaville en Tunisie.

## Organisation

### Commandants successifs
| Date                                | Grade           | Commandant           |
| ----------------------------------- | --------------- | -------------------- |
| 1er juillet 1943 - ? octobre 1943   | Generalleutnant | Eberhard Rodt        |
| ? octobre 1943 - 20 novembre 1943   | Generalleutnant | Ernst-Günther Baade  |
| 20 novembre 1943 - 5 septembre 1944 | Generalleutnant | Rudolf Sperl         |
| 5 septembre 1944 - 9 octobre 1944   | Oberst          | Karl-Theodor Simon   |
| 9 octobre 1944 - 28 janvier 1945    | Generalmajor    | Hans-Joachim Deckert |
| 28 janvier 1945 - 8 mai 1945        | Oberst          | Wolfgang Maucke      |

## Théâtres d'opérations
- 1943
  - En mai 1943 une nouvelle unité est reconstituée, en Sicile sous le nom de « 15. Panzergrenadier Division » avec les restes de la 15. Panzer-Division.
  - Juillet 1943 - juillet 1944 :
  - Campagne d'Italie,
    - Opération Husky

- 1944
  - Juillet 1944 : Transfert en France
  - Août 1944 : Bataille de Nancy.
  - Septembre 1944 : Bataille de Metz.
  - Intégrée en septembre au 66e corps d'armée allemand (LXVI. Armeekorps), la 15e Panzer-Grenadier-Division est mise à la disposition de la 19e armée allemande qui assure la défense du Reich. La division est engagée immédiatement dans la bataille de Metz. Le 10 septembre 1944, la Ve division d’infanterie de la IIIe armée du général Patton prend pied sur la rive ouest de la Moselle au sud de Metz, dans le secteur d’Arnaville. Le 12 septembre, la contre attaque allemande est brutale et meurtrière. Le 37e SS Panzer Grenadier Regiment de la 17e Panzer grenadier division, le 8e Panzer-Grenadier-Regiment et la 103e Panzer-Abteilung de la 3e Panzergrenadier Division et le « 115e Panzer Grenadier Regiment » de la « 15e Panzer-Grenadier-Division » sont engagés aux côtés du bataillon Vogt de la 462e Infanterie-Division du général Walter Krause pour contenir cette nouvelle tête de pont. Les combats sont acharnés et les troupes, tant américaines qu’allemandes, ne font pas de prisonniers[1]. Les combats se poursuivent avec la même violence jusqu'au 23 septembre 1944. Pour distinguer les combattants allemands ayant participé à la bataille de Metz entre le 27 août et le 25 septembre 1944, Hitler créera le 24 octobre 1944 l’insigne de bras « Metz 1944 ». Après ces combats très durs, la 15e Panzer-Grenadier-Division est mise à la disposition de la 5e Panzerarmee à partir d'octobre 1944. Les combats se poursuivent ensuite dans la Sarre sous les ordres du Generalleutnant Eberhard Rodt, avec le 58e Panzerkorps de la 5e Panzerarmee. Du 16 décembre 1944 au 25 janvier 1945, la 15e Panzer-Grenadier-Division participe avec la 5e Panzerarmee à l'Opération Wacht am Rhein.

- 1945
  - Février 1945 : Combats aux Pays-Bas
  - Avril 1945 : Les éléments survivants sont capturés par l'Armée Britannique.

## Ordre de bataille
| Mai 1943 Composition de la 15. Panzergrenadier Division en mai 1943 : - Panzer Grenadier Regiment 104 - Panzer Grenadier Regiment 115 - Panzer Grenadier Regiment 129 - Panzer Abteilung 215 (Bataillon de chars) - Panzerjäger Abteilung 33 (Groupe de chasseurs de chars) - Artillerie Regiment 33 - Flak Bataillon 315 (Groupe de Flak) Fin 1943 la division reçoit : - Panzer Aufklärungs Abteilung 115 (Groupe de reconnaissance) | Mars 1944 En mars 1944 la 15. Panzergrenadier Division est réorganisée et se compose désormais de : - Panzer Grenadier Regiment 104 - Panzer Grenadier Regiment 115 - Panzer Aufklärungs Abteilung 115 (Groupe de reconnaissance) - Panzer Abteilung 115 (Bataillon de chars) - Panzerjäger Abteilung 33 (Groupe de chasseurs de chars) - Artillerie Regiment 33 - Flak Artillerie Abteilung 315 (Groupe de Flak) |